# Berthelsdorfer Wasser
Das Berthelsdorfer Wasser (auch die Berthelsdorfer Bach) ist ein sechs Kilometer langer Bach in der Oberlausitz und ein Quellfluss der Pließnitz. Er entspringt im Strahwalder Ortsteil Zuckmantel und fließt von dort südostwärts durch Strahwalde. Beim Eintritt in die Berthelsdorfer Ortslage fließt der Bach in östlicher Richtung weiter, im Laufe der Zeit hat er hier ein 200 bis 250 Meter breites Muldental geschaffen. Kurz vor Rennersdorf schlägt das Berthelsdorfer Wasser erneut einen südöstlichen Lauf ein, bevor es sich in Rennersdorf mit dem Petersbach zur Pließnitz vereint.
Wie fast alle anderen Bäche und Flüsse der Oberlausitz ist das Berthelsdorfer Wasser bei Starkniederschlägen und Tauwetter hochwassergefährdet. Beträgt der normale Wasserstand etwa 15 Zentimeter, kann dieser bei Hochwasser  auf 170 Zentimeter ansteigen.

## Fauna
Das Berthelsdorfer Wasser ist die Heimat einiger Fischarten. Am Unterlauf des Baches findet man etwa Elritze und Bachschmerle. In Abschnitten mit weniger guter Gewässerqualität sind Gründlinge anzutreffen. In ruhig fließenden, tiefen Gewässerabschnitten treten Rotauge und teilweise auch Flussbarsch auf. Aus Teichen, die mit dem Bach in Verbindung stehen, gelangen vereinzelt Karauschen, Karpfen und Schleien in das Berthelsdorfer Wasser. In Stillbereichen ist auch der Dreistachelige Stichling vereinzelt anzutreffen.